# Adrian Hołownia
Adrian Hołownia herbu własnego (ur. 1750, zm. 1831) – duchowny greckokatolicki, bazylianin. Sufragan wileński (1809–1818) i miński (1818–1828), przeszedł na emeryturę w roku 1828.